# Dupont Lajoie
Dupont Lajoie is een Franse film van Yves Boisset die werd uitgebracht in 1975.
Dit sociaal drama, een hevige aanklacht tegen het racisme, werd gedeeltelijk geïnspireerd door een reeks racistische moorden in het begin van de jaren zeventig in Marseille. 

## Samenvatting
Een camping aan de Côte d'Azur in de maand augustus. Georges Lajoie, een Parijse café-uitbater, brengt er zijn vakantie met zijn vrouw en zijn zoon door. Elk jaar ziet hij daar zijn kampeervrienden terug, Fransen, net zoals hij afkomstig uit het Noorden. In de buurt van de camping bevindt zich een werf waar Algerijnse gastarbeiders nieuwe woningen voor vakantiegangers aan het bouwen zijn. Lajoie en zijn vrienden scheppen er al vlug genoegen in te spotten met de zogenaamde luiheid van die 'mensen uit het Zuiden'.  Tijdens een bal valt Lajoie een Algerijnse arbeider aan die een beetje te dicht in de buurt van Brigitte, de aantrekkelijke dochter van een van zijn campingvrienden, komt dansen. Er komt herrie van, de politie moet tussenkomen en voeren alleen de gastarbeiders af. 
Terwijl de andere campinggasten deelnemen aan zomeranimatie gaat Lajoie op wandel. Hij treft een naakt zonnende Brigitte aan op een afgelegen plaats. Hij probeert haar te verkrachten en doodt haar per ongeluk. Hij sleept het lijk van het meisje tot bij de woonbarakken van de bouwvakkers ... 

## Rolverdeling
| Acteur                 | Personage            |
| ---------------------- | -------------------- |
| Jean Carmet            | Georges Lajoie       |
| Pierre Tornade         | Colin                |
| Ginette Garcin         | Ginette Lajoie       |
| Pascale Roberts        | mevrouw Colin        |
| Jean Bouise            | inspecteur Boulard   |
| Michel Peyrelon        | Albert Schumacher    |
| Odile Poisson          | mevrouw Schumacher   |
| Jean-Pierre Marielle   | Léo Tartaffione      |
| Robert Castel          | Loulou               |
| Isabelle Huppert       | Brigitte Colin       |
| Abderrahmane Ben Kloua | Saïd                 |
| Jacques Villeret       | Gérald               |
| Pino Caruso            | Vigorelli            |
| Victor Lanoux          | de snoever           |
| Mohamed Zinet          | de broer van Saïd    |
| Jacques Chailleux      | Léon Lajoie          |
| Henri Garcin           | een hoge ambtenaar   |
| Jacques Ramade         | caféklant van Lajoie |
| François Cadet         | Léglise              |
| Jean-Jacques Delbo     | de wetsdokter        |
| Jean-Caude Rémoleux    | een kampeerder       |